# Ф (паровоз)
Паровоз Ф — серия сочленённых танк-паровозов типа 0-3-0—0-3-0 системы Ферли, ходовая часть которых состоит из двух свободных трёхосных тележек. Характерная особенность серии — симметричность: два паровых котла, отходящие от будки машиниста, две дымовые трубы, две или одна общая топка, по два цилиндра на каждый котёл. Паровозы серии Ф легко вписывались в кривые малого радиуса и имели достаточно большой сцепной вес, благодаря чему стали основными локомотивами на Сурамском перевале и оставались таковыми до 1926 года.

## История
В 1865 г. в России началось строительство Поти-Тифлисской железной дороги, а вслед за ним — в 1868 г. — Тамбово-Саратовской. Обе дороги были со сложным путевым профилем: извилистыми — с кривыми малого радиуса, — и изобиловавшими крутыми подъёмами. В особенности это касалось Поти-Тифлисской дороги, участок которой пролегал через Сурамский перевал, и где первоначально не планировалось ни одного туннеля. Институт инженеров путей сообщения и инженеры дорог озаботились тяговым подвижным составом для новых линий — с хорошими тяговыми характеристиками и значительным сцепным весом.
В 1870 г. шотландский инженер Роберт Ферли (Robert Francis Fairlie) устроил очередной показ локомотивов собственной конструкции на Фестиниогской железной дороге в Сев. Уэльсе. По сообщениям местных газет на демонстрации 11 февраля присутствовали по меньшей мере 10 русских представителей — от железных дорог и от Института инженеров путей сообщения. Паровоз Ферли, названный конструктором без «ложной» скромности «Маленьким Чудом», произвёл благоприятное впечатление и в следующем, 1871 г., первые 15 локомотивов этой системы поступили на Тамбово-Саратовскую железную дорогу.
Паровозы 1871 г. были построены английскими заводами Авонзид (Avonside Engine Company) и Шарп-Стюарт (Sharp Stewart and Company) и представляли собой первоначальный вариант системы Ферли: оба котла использовали единую топку. Паровозы, построенные в 1872 г. тем же Авонзидом и заводом Йоркшир (Yorkshire Engine Company), и поступившие на Поти-Тифлисскую дорогу для работы на Сурамском перевале, были уже новой конструкции: с отдельной топкой для каждого котла. Однако в любом случае будка машиниста оказывалась разделённой на две части — правую и левую, — в одной из которых оказывался машинист, а в другой — кочегар.

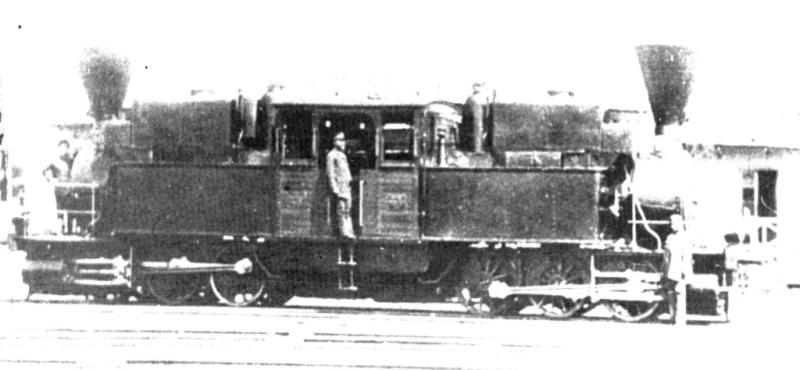
Танк-паровоз серии Ф с нефтяным отоплением

По мере открытия новых участков пути, рос грузооборот Поти-Тифлисской дороги и, соответственно, увеличивалось число поездов, следовавших через Сурамский перевал. Дорога нуждалась в дополнительных локомотивах, и 1879 г. получила паровозы Ферли австрийской постройки, завода Зигль (AG der Lokomotiv-Fabrik vormals G. Sigl), а в 1883 г. — русской, Коломенского завода. В 1887 г. Тамбово-Саратовская линия перестала эксплуатировать свои сочленённые локомотивы 71 года и передала их в Закавказье. В итоге к 1888 г. на Поти-Тифлисской дороге, уже поменявшей своё прежнее название на Закавказскую, оказались собраны все паровозы системы Ферли, существовавшие к этому времени на русских железных дорогах.

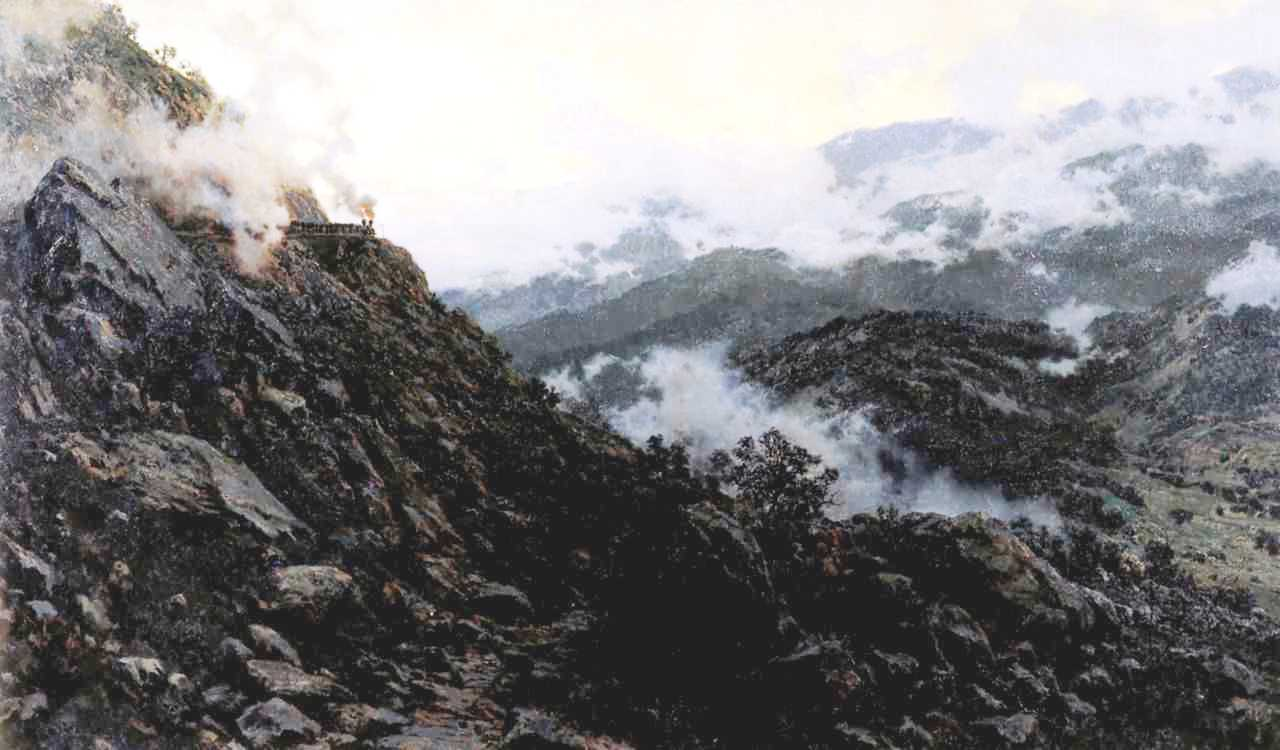
Киселёв А. А. «Старый Сурамский перевал». Виден характерный двухтрубый силуэт паровоза серии Ф

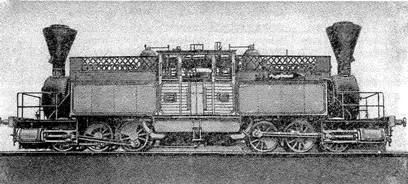
Танк-паровоз серии Ф с дровяным отоплением

Их было 45 единиц, из которых 17 — Коломенских. К 1912 г., когда проводилась переклассификация локомотивного парка и паровозы Ферли зачислили в серию Ф, 2 из них оказались списанными. В итоге, в серию вошло 43 локомотива и более на русские и советские дороги паровозы этого типа не поставлялись — ни зарубежными, ни отечественными заводами.
Отапливались паровозы серии Ф первоначально дровами. Будучи танк-паровозами — не имеющими тендера — запас топлива, равно как и воды, несли на себе: для этих целей поверх каждого из котлов были устроены решётчатые ящики, тянувшиеся от будки машиниста к дымовым трубам. К 1910-м годам нефть упала в цене и локомотивы перевели на питание нефтяными остатками. С этой целью взамен дровяных ящиков на котлы установили седельные танки — между дымовыми трубами и сухопарниками, — поверх которых дополнительно расположили резервуары со сжатым воздухом — для питания тормозной системы Вестингауза. Всё это добавило паровозам массы и увеличило их сцепной вес, что оказалось на горных дорогах совсем не лишним.
Танковые парвозы серии Ф водили товарные и пассажирские поезда через Сурамский перевал до 1924 г. В середине 20-х грузооборот вновь возрос и Закавказская дорога оказалась вынужденной временно допустить на этот участок паровозы серии Э, которые, хотя и обладали большей тягой, были неудобны в горах из-за своей длинной жёсткой базы. К тяжёлым составам их прицепляли по две-три единицы, а позади поезда ставили — в качестве толкача — либо паровоз Ф, либо — Ы.
К 1926 г. на перевальном участке из всей серии Ф оставили только более новые паровозы Коломенского завода. Остальные локомотивы перевели на второстепенные участки той же Закавказской дороги — например, Риони-Ткибули, — где они проработали ещё около 10 лет. Коломенские Ферли служили толкачами на перевале до 1933-34 гг., когда на уже электрифицированном участке Хашури-Зестафони началось использование «сурамских» электровозов.
К 1940 г. на Закавказской дороге ещё числились шесть паровозов серии Ф, продолжавших обслуживать второстепенные ветки. Дальнейшая их судьба неизвестна.